# 接近阻止・領域拒否
接近阻止・領域拒否（せっきんそし・りょういききょひ、英語: Anti-Access/Area Denial, A2/AD）は、中国人民解放軍の海上軍事戦略に対するアメリカ合衆国での名称。米中間における軍事的衝突の潜在的可能性を考慮したものとなっている。
2009年にアメリカ国防長官官房が合衆国議会に提出した年次報告書「中華人民共和国の軍事力・2009」において提唱された名称である。その後、アメリカ議会の米中経済安保調査委員会が2011年11月に発表した年次報告書では、領域支配軍事戦略（Area Control Military Strategy）という呼称が用いられた。また2016年、海軍作戦部長は戦略としての新規性に疑義を呈するとともに定義の曖昧さなどを問題視し、A2ADという単語を安易に使わないように呼びかけた。

## 来歴
1982年、鄧小平の軍近代化路線の下その腹心であった劉華清が、第一列島線および第二列島線を戦略的抵抗線として重視した計画（中国人民解放軍近代化計画）を策定した。なお列島線とは、従来太平洋においてソビエト連邦や中華人民共和国などの東側諸国を封じ込めるための戦略的抵抗線として西側諸国の側により提唱された概念である。策定された計画は、これらの列島線を中国にとっての戦略的抵抗線として再定義し、第一列島線に防衛線を構築することにより敵軍のその内側への侵入を阻止しうる能力を2010年までに獲得する、というものであった。その骨子は、第一列島線の内側を主防御海域とする近海行動防御（Off-shore Active Defense）作戦、および第一列島線から第二列島線までの海域を前方防御海域とする遠海防御（Far Sea Defense）作戦の二つからなるものであった。
やがて中国が従来主敵としていたソビエト連邦が1991年に消滅（ソビエト連邦の崩壊）し、六四天安門事件により米中関係が悪化しはじめると、アメリカが人民解放軍にとっての第一潜在仮想敵国とされるようになった。また、同時に進展した改革開放政策に伴う著しい経済発展はエネルギー資源の輸入の急増をもたらし、1993年には中国は石油の純輸入国となった。結果、同年の全国人民代表大会で李鵬首相が「防御の対象に海洋権益を含める」と表明するに至った。
これらの情勢の下、第1に南シナ海における権益保持を目的とした台湾・南海諸島の確保、第2にエネルギー資源の輸入路保持を目的としたシーレーン（SLOCs）防護、との二つの目的を達成するため、太平洋における海上優勢確保が中国の国家的重要課題の一つに浮上した。太平洋での海上優勢とは、すなわちアメリカ軍の海・空軍力への挑戦を意味する。特に中国にその必要性を認識させた出来事が1996年の台湾海峡ミサイル危機である。空母戦闘群を2個展開するなどのアメリカ海軍による対抗措置に当時の中国は有効な手段を持たず、台湾に対する企図は達成されなかった。
このような状況変化を背景に、上記計画中の列島線戦略をベースとして策定された新たな軍事戦略が、接近阻止・領域拒否（A2AD）であると見られている。

## 戦略・作戦
A2AD教義は、基本的に海・空作戦を主軸としており、接近阻止（A2）戦略と領域拒否（AD）作戦によって構成される。これらはいずれも、戦略目標として、アメリカ軍が当該地域に侵入することを忌避するレベルまでリスクを高めることで、軍事バランスを中国側に傾けるためのものである。
接近阻止（A2）
アジア・西太平洋戦域で行なわれている軍事作戦に対するアメリカ軍の介入を阻止するための戦略。主として地上基地を基盤とする兵力を対象とする。
領域拒否（AD）
第2列島線以内の海域において、アメリカ軍が自由に作戦を展開することを阻害するための作戦。主として海軍力を基盤とする兵力を対象とする。

## 能力

### 近海行動防御
攻撃機、通常動力型潜水艦、機雷および対艦ミサイル装備のミサイル艇、水上戦闘艦による縦深防御体制が構築されている。

### 遠海防御

#### C4ISR
索敵用のISRシステムとしては、偵察衛星およびOTHレーダーが配備されている。また、これらによって獲得された目標情報および作戦情報を作戦部隊に伝達するためのC4Iシステムとしては、衛星通信を利用したク・ディアン・システムの整備が進められている。

#### 火力投射
爆撃機＋ASM（空対艦/地ミサイル）＋ECM (電子攻撃)
戦闘行動半径1,600海里 (3,000 km)、DH-10巡航ミサイルないしYJ-12・YJ-83・YJ-91空対艦ミサイル搭載可能なH-6K爆撃機。
潜水艦＋USM（水中発射対艦ミサイル）
3M54ミサイル搭載可能な636M型潜水艦、YJ-8Qミサイル搭載可能な093型原子力潜水艦、039型潜水艦、039A型潜水艦。
対艦弾道ミサイル（ASBM）
機動式再突入弾頭（MaRV）搭載、射程1,500キロメートル (810 nmi)のDF-21Dを開発中であり、2011年2月、環球時報はDF-21Dが配備を開始したと報じた。